# Yes, Virginia
Yes, Virginia è un cortometraggio d'animazione per la televisione del 2009 diretto da Pete Circuitt.
Prende spunto dal film per la televisione del 1974 Yes, Virginia, There Is a Santa Claus di Bill Melendez. Entrambi sono adattamenti della storia di un famoso articolo del 1897, intitolato Esiste Babbo Natale?, la domanda che una bambina di nome Virginia O'Hanlon aveva fatto a un giornale, alla quale l'editorialista rispondeva "Sì, Virginia, Babbo Natale esiste".

## Trama
Virginia O'Hanlon ha sempre amato il Natale. Un giorno però i suoi compagni di classe si chiedono se Babbo Natale esista davvero; iniziano così a sorgere dei dubbi anche in lei.

## Doppiatori originali
- Bea Miller:  Virginia O'Hanlon
- Neil Patrick Harris: Dr. Philip O'Hanlon
- Jennifer Love Hewitt: Laura O'Hanlon
- Alfred Molina: Francis Church
- Michael Buscemi: Scraggly Santa
- Kieran Patrick Campbell: Ollie
- Nicholas Sireci: Barry
- Andrew Cherry: George
- Taylor Hay: Taylor
- Julian Franco: Charlotte
- Andrea Kessler: Miriam
- Chuck Nice: Louis
- Robb Pruitt: Santa Claus